# Coretta Scott King

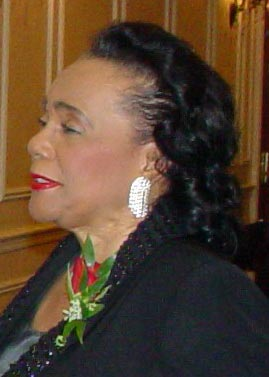
Coretta Scott King år 2004.

Coretta Scott King, född 27 april 1927 i Heiberger, Perry County, Alabama, död 30 januari 2006 i Playas de Rosarito, Baja California, Mexiko, var en amerikansk författare och aktivist. Hon var gift med medborgarrättskämpen Martin Luther King.

## Biografi
Coretta Scott King växte upp på en farm i Alabama. Hon var en flitig student och tog examen i musik och undervisning vid Antioch College i Ohio. Hon studerade sedan musik vid konservatoriet i Boston, och det var där som hon träffade sin blivande make, som studerade teologi.
De gifte sig 18 juni 1953 och fick fyra barn, däribland sonen Martin Luther King III och dottern Yolanda King.
Sedan hennes make mördats i Memphis den 4 april 1968 fortsatte hon hans värv och arbetade för de mänskliga rättigheterna. Hon grundade Martin Luther King Jr Center for Nonviolent Social Change i Atlanta, Georgia. Hon kämpade också för en nationell helgdag i USA till makens minne och sedan 1986 är tredje måndagen i januari helgdag i USA (Martin Luther King-dagen).
Hon utgav 1969 sina memoarer, Mitt liv med Martin Luther King.
Coretta Scott King var även medborgarrättskämpe och tillsammans med sin man arbetade hon med kampen. Bland annat tog hon del av bussbojkotten i Montgomery år 1955, reste hela vägen till Ghana för att markera landets självständighet år 1957 och reste även till Indien där hon vistades under en månad och deltog i en pilgrimsfärd. Coretta Scott King reste över hela världen och höll bland annat föreläsningar om ras och ekonomisk rättvisa, barns rättigheter, hälsovård, utbildningsmöjligheter, religionsfrihet, heltidsarbete, kärnvapennedrustning och behoven hos fattiga och hemlösa. 
Som grundare, ordförande och verkställande direktör ägnade hon mycket av sin tid på att tillhandahålla program som var lokala, nationella och internationella. Dessa program har utbildat tusentals människor i världen i Dr. Kings filosofi och metoder.